# 小口半鱨
小口半鱨，為輻鰭魚綱鯰形目鱨科的其中一種，為熱帶淡水魚類，分布於亞洲馬來西亞半島西部Perak河流域，體長可達30.8公分，棲息在底層水域，生活習性不明。

## 扩展阅读
維基物種上的相關：小口半鱨